# 具體數學
《具體數學：計算機科學中的一塊基石》（英語：Concrete Mathematics: A Foundation for Computer Science），簡稱《具體數學》，是由葛立恆、高德納及歐倫·帕塔許尼克共同編著的一本被許多資訊科系廣泛使用的數學教科書。此書講解了許多計算機科學中用到的數學知識及技巧，並特別著墨於算法分析方面。
根據此書原序，書名Concrete Mathematics中的Concrete係由連續（CONtinuous）配上離散（disCRETE）所組成的詞，真正含意並非字面所翻譯的「具體」，而是指該書講述的數學實質上就是由連續數學與離散數學共同構成的。特別地，微積分在此書的講解及習題常被用到。另外，concrete mathematics也意味著對於抽象數學（abstract mathematics）的補充。
此書係建立在高德納於1970年代在史丹佛大學的上課講義。此書實質上是對高德納的名著《電腦程式設計藝術》一書中預備數學知識的擴充。因此，一些讀者將本書作為「计算机编程設計藝術」的入門。
本書寫作風格不十分嚴肅正式，行文帶有幽默風格。
如同高德納的其他書籍，高德納鼓勵讀者抓錯，無論是學術性的、歷史性的、打字的或政治方面的錯誤，抓到錯誤者高德納會給予獎賞。
此書推廣了許多數學記號，諸如：艾佛森括號、下取整符号與上取整符号、以及用階乘冪來表示連續遞增（或遞減）數列的連乘積。

## 排版與字體
高德納將《具體數學》一書（第一版）作為AMS Euler字型與Concrete Roman字型的實驗。

## 章節目錄
1. 遞迴關係
2. 求和的計算
3. 整數函數
4. 數論
5. 二項式係數
6. 特殊數列/特殊數
7. 生成函數
8. 離散機率
9. 漸近記號

## 版次
- 1st edition: September 1988 (ISBN 0-201-14236-8): Graham, Ronald L.; Knuth, Donald E.; Patashnik, Oren. . Advanced Book Program first. Reading, MA: Addison-Wesley Publishing Company. 1989: xiv+625. ISBN 0-201-14236-8. MR1001562.
- 2nd edition: January 1994 (ISBN 0-201-55802-5): Graham, Ronald L.; Knuth, Donald E.; Patashnik, Oren.  second. Reading, MA: Addison-Wesley Publishing Company. 1994: xiv+657. ISBN 0-201-55802-5. MR1397498.

## 註記
1. ↑  .   [2011-08-11]. （原始内容存档于2020-11-06）.
2. ↑  Donald E. Knuth. Typesetting Concrete Mathematics （页面存档备份，存于）, TUGboat 10 (1989), 31–36, 342. Reprinted as chapter 18 of the book Digital Typography.

## 外部連結
- The TOC and preface of Concrete Mathematics （页面存档备份，存于）